# Dejan Kulusevski
Dejan Kulusevski (prononcé ˈdɛjan kuluˈʃɛvski en macédonien) (macédonien : Дејан Кулушевски), né le 25 avril 2000 à Stockholm en Suède, est un footballeur international suédois d'origine macédonienne qui évolue au poste d'ailier droit à Tottenham Hotspur.
Kulusevski possède également la nationalité macédonienne. Il représente ce pays avec les moins de 16 ans avant d'opter définitivement pour la sélection suédoise. Kulusevski fait ses débuts pour la sélection suédoise en novembre 2019.

## Biographie

### Origines, jeunesse et formation
Né à Stockholm en Suède de parents originaires de la ville d'Ohrid en Macédoine du Nord, Dejan Kulusevski est formé par l'un des clubs de sa ville natale, l'IF Brommapojkarna, qu'il rejoint à l'âge de six ans en 2006. Il passe dix années dans ce club, avant de rejoindre en 2016 le centre de formation de l'Atalanta Bergame.

### Atalanta Bergame
Le 22 avril 2018, il figure pour la première fois sur le banc des remplaçants lors d'une rencontre de Serie A, mais sans entrer en jeu, à l'occasion de la réception du Torino FC (victoire 2-1, 34e journée). Il effectue finalement ses débuts en professionnel le 20 janvier 2019, lors de la 20e journée de la saison 2018-2019 de Serie A face au Frosinone Calcio. Il entre en jeu à la place de Marten de Roon, lors de cette rencontre où l'Atalanta s'impose largement sur le score de cinq buts à zéro.

#### Prêt concluant au Parme FC
Le 18 juillet 2019, Dejan Kulusevski est prêté par l'Atalanta pour la saison 2019-2020 au Parme FC, tout comme son coéquipier Andreas Cornelius. Il joue son premier match en faveur de Parme le 17 août 2019, en Coupe d'Italie, face au Venezia FC. Il est titularisé ce jour-là, et son équipe l'emporte par trois buts à un.
Le 1er septembre 2019, lors de la deuxième journée de championnat, il délivre ses deux premières passes décisives en Serie A, lors d'un déplacement sur la pelouse de l'Udinese (victoire 1-3). Par la suite, le 30 septembre, lors de la sixième journée, il inscrit son premier but en Serie A, à l'occasion de la réception du Torino FC. Il délivre également une nouvelle passe décisive lors de cette rencontre, pour une victoire 3-2. Son début de saison réussie où il est auteur de quatre buts et sept passes décisives en 17 matchs à la mi-saison, attire plusieurs grands clubs européens dont la Juventus et l'Inter Milan.

### Juventus
Le 2 janvier 2020, Dejan Kulusevski s'engage officiellement avec la Juventus pour un contrat courant jusqu'en 2024. Le montant du transfert est de trente-cinq millions d'euros. Il est toutefois laissé à Parme jusqu'à la fin de la saison.
Kulusevski arrive donc à la Juventus lors de l'été 2020. Il joue son premier match officiel sous ses nouvelles couleurs le 20 septembre 2020, lors de la première journée de la saison 2020-2021 de Serie A face à la Sampdoria. Titulaire ce jour-là, il se fait remarquer en ouvrant le score d'une frappe enroulée du gauche. Son équipe s'impose finalement par trois buts à zéro. Avec la Juventus il découvre la Ligue des champions, jouant son premier match dans cette compétition le 20 octobre 2020 contre le Dynamo Kiev. Il se distingue ce jour-là en délivrant une passe décisive pour Álvaro Morata sur l'ouverture du score, et son équipe l'emporte (0-2).
Lors de sa deuxième saison il inscrit un but important pour la Juventus, le 20 octobre 2021, marquant pour la première fois de sa carrière en Ligue des champions, face au Zénith Saint-Pétersbourg. Il marque après être entré en jeu et permet à son équipe de s'imposer en étant le seul buteur de la partie,.

### Tottenham Hotspur

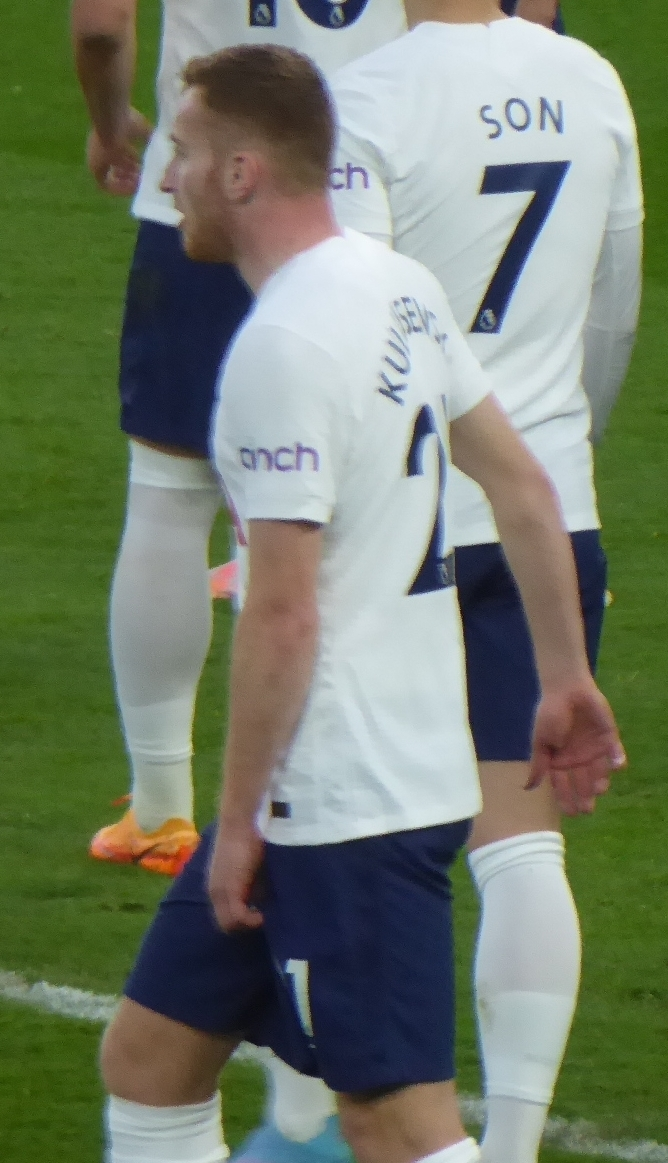
Kulusevski avec Tottenham en 2022.

Le 31 janvier 2022, Dejan Kulusevski est prêté au club anglais de Tottenham Hotspur pour 18 mois. 
Il joue son premier match sous ses nouvelles couleurs le 5 février 2022, lors d'une rencontre de coupe d'Angleterre face au Brighton & Hove Albion FC. Il entre en jeu à la place de Lucas Moura et son équipe l'emporte par trois buts à un,. Il fait ses débuts en Premier League quatre jours plus tard contre le Southampton FC. Tottenham s'incline cette fois par trois buts à deux. Pour sa première titularisation en championnat, Kulusevski inscrit son premier but et distribue sa première passe décisive au cours d'une victoire précieuse contre le champion Manchester City (2-3). Il continue sur sa lancée en inscrivant un deuxième but lors d'un large succès contre Leeds United (0-4), en donnant deux passes décisives contre Everton (5-0) et en provoquant un penalty contre Manchester United malgré la défaite (3-2). Pleinement mis en confiance par Antonio Conte et complétant parfaitement le duo Son-Kane, Kulusevski participe à la fin de saison canon de Tottenham, s'offrant notamment un doublé contre Norwich City (0-5) lors de la dernière journée qui permet à son équipe de se qualifier pour la Ligue des champions. Dejan Kulusevski devient par ailleurs le premier joueur à figurer dans les dix meilleurs passeurs du championnat (avec 8 unités) en ayant joué moins de 20 matchs. 
La saison suivante, il confirme son excellente forme en étant l'auteur d'une performance remarquable contre Southampton lors de la première journée du championnat, se distinguant notamment par un but et une passe décisive (4-1).
Le 18 juin 2023, Kulusevski s'engage définitivement avec Tottenham, le club levant son option d'achat. Il signe un contrat courant jusqu'en juin 2028.
Kulusevski marque son premier but de la saison 2023-2024 le 26 août 2023, contre l'AFC Bournemouth. Titulaire, il participe à la victoire de son équipe par deux buts à zéro. Le 15 décembre 2023, il délivre une passe décisive pour Richarlison face à Nottingham Forrest en championnat, avant de marquer, et de permettre à son équipe de s'imposer par deux buts à zéro,.
Le 19 mai 2024, lors de la dernière journée de la saison 2023-2024, Kulusevski se fait remarquer en marquant deux buts contre Sheffield United. Titulaire ce jour-là, il contribue à la victoire son équipe par trois buts à zéro.

### En sélection nationale

#### En équipes jeunes
Avec l'équipe de Macédoine, Kulusevski inscrit six buts en cinq matchs, dans la catégorie des moins de 16 ans. Optant pour la sélection suédoise, il débute dans la même catégorie. Il y inscrit trois buts, contre la Finlande, les Îles Féroé, et la Macédoine. Contre la modeste équipe de Macédoine, il délivre également trois passes décisives.
Par la suite, avec l'équipe de Suède des moins de 17 ans, il inscrit trois buts, contre la Géorgie, la Norvège et la Tchéquie. Il délivre également plusieurs passes décisives. Enfin, il officie comme capitaine lors d'une rencontre face à la Roumanie.
Avec les moins de 19 ans, il inscrit un but contre la Serbie en mars 2018, lors des éliminatoires du championnat d'Europe des moins de 19 ans 2018. Il totalise 13 sélections pour deux buts avec cette catégorie
Dejan Kulusevski obtient sa première sélection avec l'équipe de Suède espoirs le 22 mars 2019, lors d'un match amical contre la Russie. Il est titulaire lors de cette partie, et son équipe s'incline sur le score de deux buts à zéro. Le 12 octobre, Kulusevski inscrit son premier but en espoirs lors d'une victoire 5-0 contre l'Islande comptant pour les éliminatoires de l'Euro espoirs 2021. Trois jours plus tard, il marque sur penalty face au Luxembourg (victoire 0-3).

#### En équipe A
Performant avec Parme, Kulusevski est convoqué par Janne Andersson en équipe de Suède au mois de novembre 2019. Le 18 novembre 2019, il honore sa première sélection en entrant en jeu contre les îles Féroé lors d'une victoire 3-0 comptant pour les éliminatoires de l'Euro 2020. Revenant sur ses débuts, le néo-international de dix-neuf ans affirme : « Un rêve est devenu réalité ».
Kulusevski inscrit son premier but avec la Suède le 14 novembre 2020, lors d'une rencontre de Ligue des nations face à la Croatie. Titulaire, il ouvre le score, et contribue à la victoire de son équipe par deux buts à un,.
Le 19 mai 2021, il est convoqué par Janne Andersson, le sélectionneur de l'équipe nationale de Suède dans la liste des 26 joueurs suédois retenus pour participer à l'Euro 2020,.

## Statistiques

### En club
| Saison                | Club                     | Championnat           | Championnat | Championnat | Championnat | Coupe(s) nationale(s) | Coupe(s) nationale(s) | Coupe(s) nationale(s) | Supercoupe | Supercoupe | Supercoupe | Compétition(s) continentale(s) | Compétition(s) continentale(s) | Compétition(s) continentale(s) | Compétition(s) continentale(s) | Total | Total | Total |
| Saison                | Club                     | Division              | M.          | B.          | P.d.        | M.                    | B.                    | P.d.                  | M.         | B.         | P.d.       | Comp.                          | M.                             | B.                             | P.d.                           | M.    | B.    | P.d.  |
| 2018-2019             | Atalanta Bergame         | Serie A               | 3           | 0           | 0           | -                     | -                     | -                     | -          | -          | -          | -                              | -                              | -                              | -                              | 3     | 0     | 0     |
| Sous-total            | Sous-total               | Sous-total            | 3           | 0           | 0           | 0                     | 0                     | 0                     | 0          | 0          | 0          | -                              | 0                              | 0                              | 0                              | 3     | 0     | 0     |
| 2019-2020             | Parme Calcio (prêt)      | Serie A               | 36          | 10          | 9           | 3                     | 0                     | 0                     | -          | -          | -          | -                              | -                              | -                              | -                              | 39    | 10    | 9     |
| Sous-total            | Sous-total               | Sous-total            | 36          | 10          | 9           | 3                     | 0                     | 0                     | 0          | 0          | 0          | -                              | 0                              | 0                              | 0                              | 39    | 10    | 9     |
| 2020-2021             | Juventus FC              | Serie A               | 35          | 4           | 2           | 5                     | 3                     | 1                     | 1          | 0          | 0          | C1                             | 6                              | 0                              | 0                              | 47    | 7     | 3     |
| 2021-2022             | Juventus FC              | Serie A               | 20          | 1           | 2           | 1                     | 0                     | 0                     | 1          | 0          | 0          | C1                             | 5                              | 1                              | 0                              | 27    | 2     | 2     |
| Sous-total            | Sous-total               | Sous-total            | 56          | 5           | 4           | 6                     | 3                     | 1                     | 2          | 0          | 0          | -                              | 11                             | 1                              | 0                              | 75    | 9     | 5     |
| 2021-2022             | Tottenham Hotspur (prêt) | Premier League        | 18          | 5           | 8           | 2                     | 0                     | 0                     | -          | -          | -          | C4                             | -                              | -                              | -                              | 20    | 5     | 8     |
| 2022-2023             | Tottenham Hotspur (prêt) | Premier League        | 30          | 2           | 8           | 3                     | 0                     | 1                     | -          | -          | -          | C1                             | 4                              | 0                              | 0                              | 37    | 2     | 9     |
| 2023-2024             | Tottenham Hotspur        | Premier League        | 35          | 8           | 4           | 4                     | 0                     | 0                     | -          | -          | -          | -                              | -                              | -                              | -                              | 39    | 8     | 4     |
| 2024-2025             | Tottenham Hotspur        | Premier League        | 32          | 7           | 5           | 7                     | 2                     | 3                     | -          | -          | -          | C3                             | 11                             | 1                              | 3                              | 50    | 10    | 11    |
| Sous-total            | Sous-total               | Sous-total            | 116         | 22          | 25          | 16                    | 2                     | 4                     | 0          | 0          | 0          | -                              | 15                             | 1                              | 3                              | 147   | 25    | 32    |
| Total sur la carrière | Total sur la carrière    | Total sur la carrière | 209         | 37          | 38          | 25                    | 5                     | 5                     | 2          | 0          | 0          | -                              | 26                             | 2                              | 3                              | 262   | 44    | 46    |

### En sélection nationale
| Saison                | Sélection             | Phases finales         | Phases finales | Phases finales | Phases finales | Éliminatoires | Éliminatoires | Éliminatoires | Matchs amicaux | Matchs amicaux | Matchs amicaux | Total | Total | Total |
| Saison                | Sélection             | Compétition            | M              | B              | Pd             | M             | B             | Pd            | M              | B              | Pd             | M     | B     | Pd    |
| --------------------- | --------------------- | ---------------------- | -------------- | -------------- | -------------- | ------------- | ------------- | ------------- | -------------- | -------------- | -------------- | ----- | ----- | ----- |
| 2019-2020             | Suède                 | -                      | -              | -              | -              | 1             | 0             | 0             | -              | -              | -              | 1     | 0     | 0     |
| 2020-2021             | Suède                 | Euro+Ligue des nations | 6              | 1              | 0              | -             | -             | -             | 1              | 0              | 0              | 7     | 1     | 0     |
| Total sur la carrière | Total sur la carrière | Total sur la carrière  | 6              | 1              | 0              | 1             | 0             | 0             | 1              | 0              | 0              | 8     | 1     | 0     |

### Buts internationaux
| 0 | Date             | Lieu                                 | Adversaire | Score | Résultats | Compétitions                 |
| - | ---------------- | ------------------------------------ | ---------- | ----- | --------- | ---------------------------- |
| 1 | 14 novembre 2020 | Friends Arena, Solna, Suède          | Croatie    | 1-0   | 2 - 1     | Ligue des nations 2020-2021  |
| 2 | 2 juin 2022      | Stadion Stožice, Ljubljana, Slovénie | Slovénie   | 0-1   | 0 - 2     | Ligue des nations 2022-2023  |
| 3 | 9 septembre 2023 | A. Le Coq Arena, Tallinn, Estonie    | Estonie    | 0-2   | 0 - 5     | Éliminatoires de l'Euro 2024 |

### Liste des matchs internationaux
| Matchs internationaux de Dejan Kulusevski | Matchs internationaux de Dejan Kulusevski | Matchs internationaux de Dejan Kulusevski     | Matchs internationaux de Dejan Kulusevski | Matchs internationaux de Dejan Kulusevski | Matchs internationaux de Dejan Kulusevski | Matchs internationaux de Dejan Kulusevski                            |
|                                           | Date                                      | Lieu                                          | Adversaire                                | Résultat                                  | Compétition                               | Notes                                                                |
| ----------------------------------------- | ----------------------------------------- | --------------------------------------------- | ----------------------------------------- | ----------------------------------------- | ----------------------------------------- | -------------------------------------------------------------------- |
| 1.                                        | 18 novembre 2019                          | Friends Arena, Solna, Suède                   | Îles Féroé                                | 3 - 0                                     | Éliminatoires de l'Euro 2020              | Entré en jeu à la place de Ken Sema à la 65e minute de jeu.          |
| 2.                                        | 5 septembre 2020                          | Friends Arena, Solna, Suède                   | France                                    | 0 - 1                                     | Ligue des nations 2020-2021               | Entré en jeu à la place de Sebastian Larsson à la 70e minute de jeu. |
| 3.                                        | 8 septembre 2020                          | Friends Arena, Solna, Suède                   | Portugal                                  | 0 - 2                                     | Ligue des nations 2020-2021               | Titulaire.                                                           |
| 4.                                        | 11 octobre 2020                           | Stade Maksimir, Zagreb, Croatie               | Croatie                                   | 2 - 1                                     | Ligue des nations 2020-2021               | Titulaire.                                                           |
| 5.                                        | 14 octobre 2020                           | Estádio José Alvalade XXI, Lisbonne, Portugal | Portugal                                  | 0 - 3                                     | Ligue des nations 2020-2021               | Titulaire et remplacé par Sebastian Larsson à la 88e minute de jeu.  |
| 6.                                        | 11 novembre 2020                          | Brøndby Stadion, Brøndby, Danemark            | Danemark                                  | 2 - 0                                     | Match amical                              | Entré en jeu à la place de Oscar Hiljemark à la 75e minute de jeu.   |
| 7.                                        | 14 novembre 2020                          | Friends Arena, Solna, Suède                   | Croatie                                   | 2 - 1                                     | Ligue des nations 2020-2021               | Titulaire et remplacé par Viktor Claesson à la 74e minute de jeu.    |
| 8.                                        | 17 novembre 2020                          | Stade de France, Saint-Denis, France          | France                                    | 4 - 2                                     | Ligue des nations 2020-2021               | Titulaire.                                                           |
| 9.                                        | 25 mars 2021                              | Friends Arena, Solna, Suède                   | Géorgie                                   | 1 - 0                                     | Éliminatoires de la Coupe du monde 2022   | Titulaire.                                                           |
| 10.                                       | 28 mars 2021                              | Stade de Fadil Vokrri, Pristina, Kosovo       | Kosovo                                    | 0 - 3                                     | Éliminatoires de la Coupe du monde 2022   | Entré en jeu à la place de Viktor Claesson à la 83e minute de jeu.   |
| 11.                                       | 31 mars 2021                              | Friends Arena, Solna, Suède                   | Estonie                                   | 1 - 0                                     | Match amical                              | Entré en jeu à la place de Marcus Berg à la 63e minute de jeu.       |
| 12.                                       | 29 mai 2021                               | Friends Arena, Solna, Suède                   | Finlande                                  | 2 - 0                                     | Match amical                              | Entré en jeu à la place de Viktor Claesson à la 78e minute de jeu.   |
| 13.                                       | 5 juin 2021                               | Friends Arena, Solna, Suède                   | Arménie                                   | 3 - 1                                     | Match amical                              | Titulaire et remplacé par Viktor Claesson à la 74e minute de jeu.    |
| 14.                                       | 23 juin 2021                              | Stade Krestovski, Saint-Pétersbourg, Russie   | Pologne                                   | 3 - 2                                     | Euro 2020                                 | Entré en jeu à la place de Robin Quaison à la 55e minute de jeu.     |
| 15.                                       | 29 juin 2021                              | Hampden Park, Glasgow, Écosse                 | Ukraine                                   | 1 - 2 ap                                  | Euro 2020                                 | Titulaire et remplacé par Robin Quaison à la 97e minute de jeu.      |
| 16.                                       | 2 septembre 2021                          | Friends Arena, Solna, Suède                   | Espagne                                   | 2 - 1                                     | Éliminatoires de la Coupe du monde 2022   | Titulaire et remplacé par Robin Quaison à la 85e minute de jeu.      |
| 17.                                       | 8 septembre 2021                          | Stade olympique d'Athènes, Athènes, Grèce     | Grèce                                     | 2 - 1                                     | Éliminatoires de la Coupe du monde 2022   | Titulaire et remplacé par Isaac Kiese Thelin à la 88e minute de jeu. |

## Palmarès

### En club
Juventus FC
- Coupe d'Italie  (1) :
  - Vainqueur : 2021.
- Supercoupe d'Italie  (1) :
  - Vainqueur : 2020.

## Distinction personnelle
- Meilleur jeune joueur de l'année de Serie A en 2020